# Centrale thermique de Loy Yang
La centrale thermique de Loy Yang est une centrale thermique dans l'état du Victoria en Australie.